# John Lautner
John Lautner (* 16. Juli 1911 in Marquette, Michigan; † 24. Oktober 1994 in Los Angeles, Kalifornien) war ein US-amerikanischer Architekt.

## Werdegang
Sein Vater John Edward war um 1870 aus Deutschland eingewandert. Lautner jr. wuchs im ländlichen Michigan auf und absolvierte ein Englischstudium an der Northern Michigan University, ehe er Schüler von Frank Lloyd Wright im Rahmen des Taliesin-Projekts wurde. Zweck der Taliesin-Schule (benannt nach dem von Wright ab 1911 erbauten Gebäudekomplex) war die Förderung einer eigenständigen, modernen amerikanischen Architektur. 1940 eröffnete John Lautner ein eigenes Architekturbüro in Los Angeles.

## Werke
Von Anfang an verband er ein Höchstmaß an Funktionalität mit originellem, modernem Design. Berühmtestes Beispiel ist die 1960 entstandene Malin Residence, auch Chemosphere genannt. Das auf einer steilen Böschung über dem San Fernando Valley erbaute Gebäude erinnert in der Form an ein achtkantiges UFO, wobei ein einziger Betonpfeiler die Konstruktion trägt, was eine Illusion des Schwebens erzeugt. Als Vorgänger der Chemosphere kann die Pearlman Mountain Cabin gelten, ein 1957 in Kalifornien errichtetes Wochenendhaus, das sich organisch in einen steilen Hang einfügt und die Space-Age-Architektur späterer Jahre vorwegnimmt.
Weitere bemerkenswerte Gebäude sind die 1963 errichtete und 1988 umgebaute Sheats-Goldstein Residence, die durch ein markantes dreieckiges Dach besticht, sowie das 1947 realisierte Carling House, dessen auf einer drehbaren Plattform befindlicher Teil des Wohnzimmers nach außen geschwenkt werden konnte und so zu einer Terrasse umfunktioniert wurde. Vielen seinen Gebäuden gemeinsam sind ungewöhnliche Dachkonstruktionen, die oftmals ausladend bzw. nach oben hin offen wirken (Silvertop: Reiner-Burchill Residence von 1963; Arango House, 1973). Lautners einziges Hotelgebäude war das Desert Hot Springs Motel von 1947.
Neben den zahlreichen Space-Age-Bauten gilt John Lautner auch als Mitbegründer der kommerziellen Googie-Architektur. 1949 entwarf er ein Design für Googie's Coffee Shop, dessen Charakteristika der großflächige Einsatz von Glaswänden und aufwendige Reklametafeln waren. Das eingängige selbstreferentielle Design mit den Materialien Glas, Stahl und Neon wurde von vielen Restaurantketten übernommen und blieb bis in die sechziger Jahre prägend.
Lautners Werke wurden oftmals als Kulisse für Hollywoodfilme verwendet.
| Gebäude                    | Standort     | Filmtitel                         | Filmtitel (orig.)               | Jahr |
| -------------------------- | ------------ | --------------------------------- | ------------------------------- | ---- |
| Chemosphere                | Los Angeles  | Der Tod kommt zweimal             | Body Double                     | 1984 |
| Chemosphere                | Los Angeles  | 3 Engel für Charlie               | Charlie’s Angels                | 2000 |
| Elrod House                | Palm Springs | Diamantenfieber                   | Diamonds are forever            | 1971 |
| Garcia House               | Los Angeles  | Brennpunkt L.A.                   | Lethal Weapon 2                 | 1989 |
| Jacobsen House             | Los Angeles  | Im Zwielicht                      | Twilight                        | 1998 |
| J. W. Schaffer House       | Glendale     | A Single Man                      | A Single Man                    | 2009 |
| Sheats-Goldstein Residence | Los Angeles  | The Big Lebowski                  | The Big Lebowski                | 1998 |
| Sheats-Goldstein Residence | Los Angeles  | Banditen!                         | Bandits                         | 2001 |
| Sheats-Goldstein Residence | Los Angeles  | 3 Engel für Charlie – Volle Power | Charlie’s Angels: Full Throttle | 2003 |
| Silvertop                  | Los Angeles  | Unter Null                        | Less Than Zero                  | 1987 |

## Einfluss
Über mehr als 50 Jahre überraschte John Lautner mit neuartigen Bauten, wobei er immer seinem Credo von einer Symbiose aus Funktionalität und originellem Design treu blieb. Zahlreiche Auszeichnungen belegen seine Reputation als führender, oft unterschätzter Vertreter der Space-Age-Architektur. Die Verwendung von landschaftlichen Typologien wie Brücken, Höhlen und Abhängen als Mittel der Raumgliederung beeinflusste nachfolgende Architekten des Dekonstruktivismus.

## Galerie

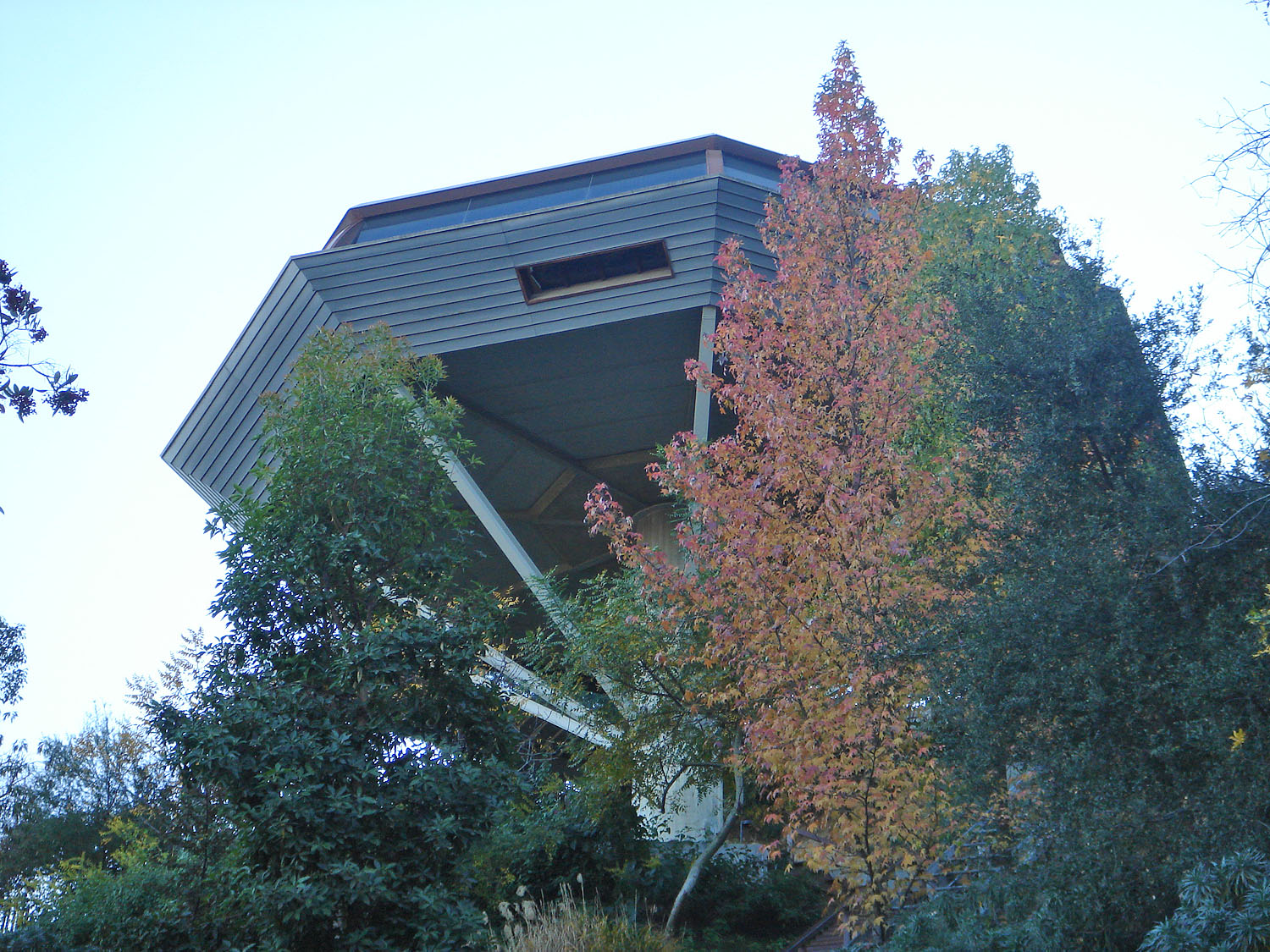
Malin Residence, Los Angeles, 1960.
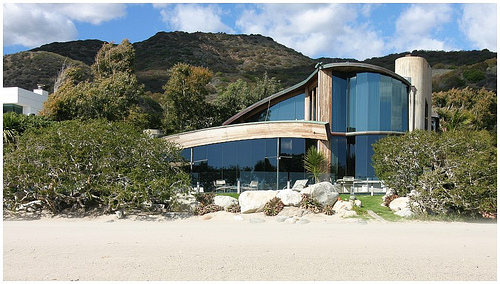
Segel House, Malibu, 1979.
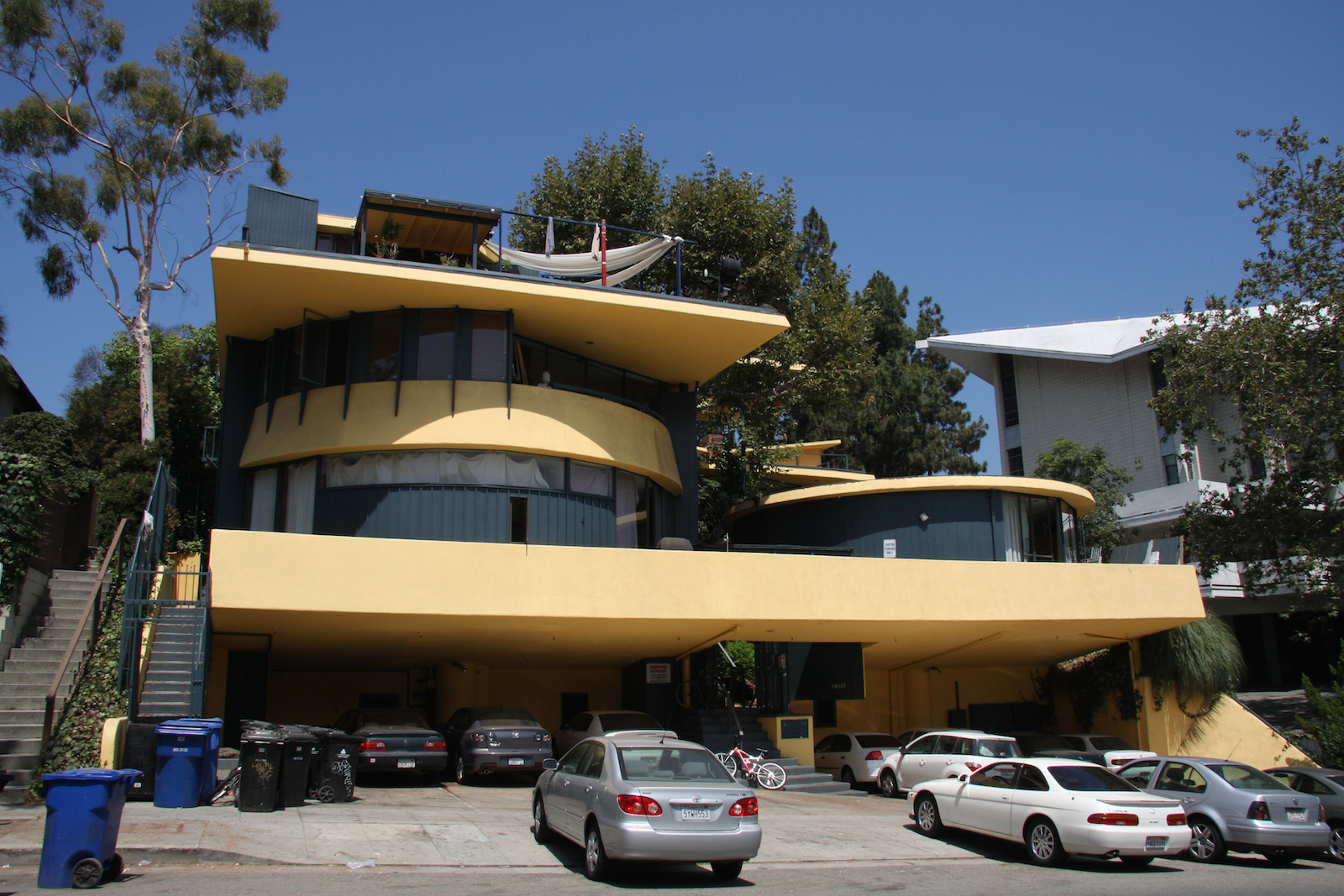
Sheets Apartments, Los Angeles, 1949.
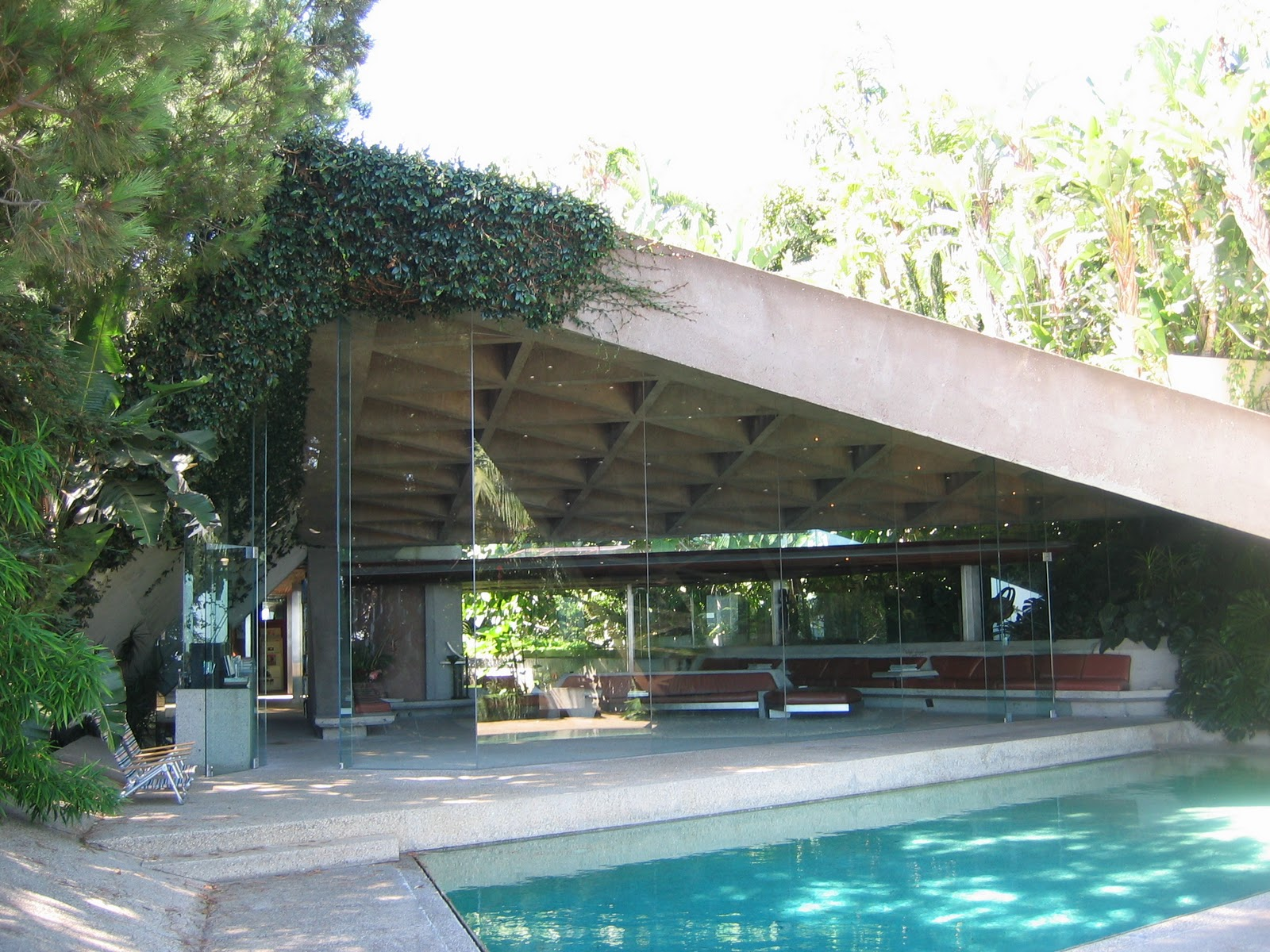
Sheets-Goldstein Residence, Los Angeles, 1963.
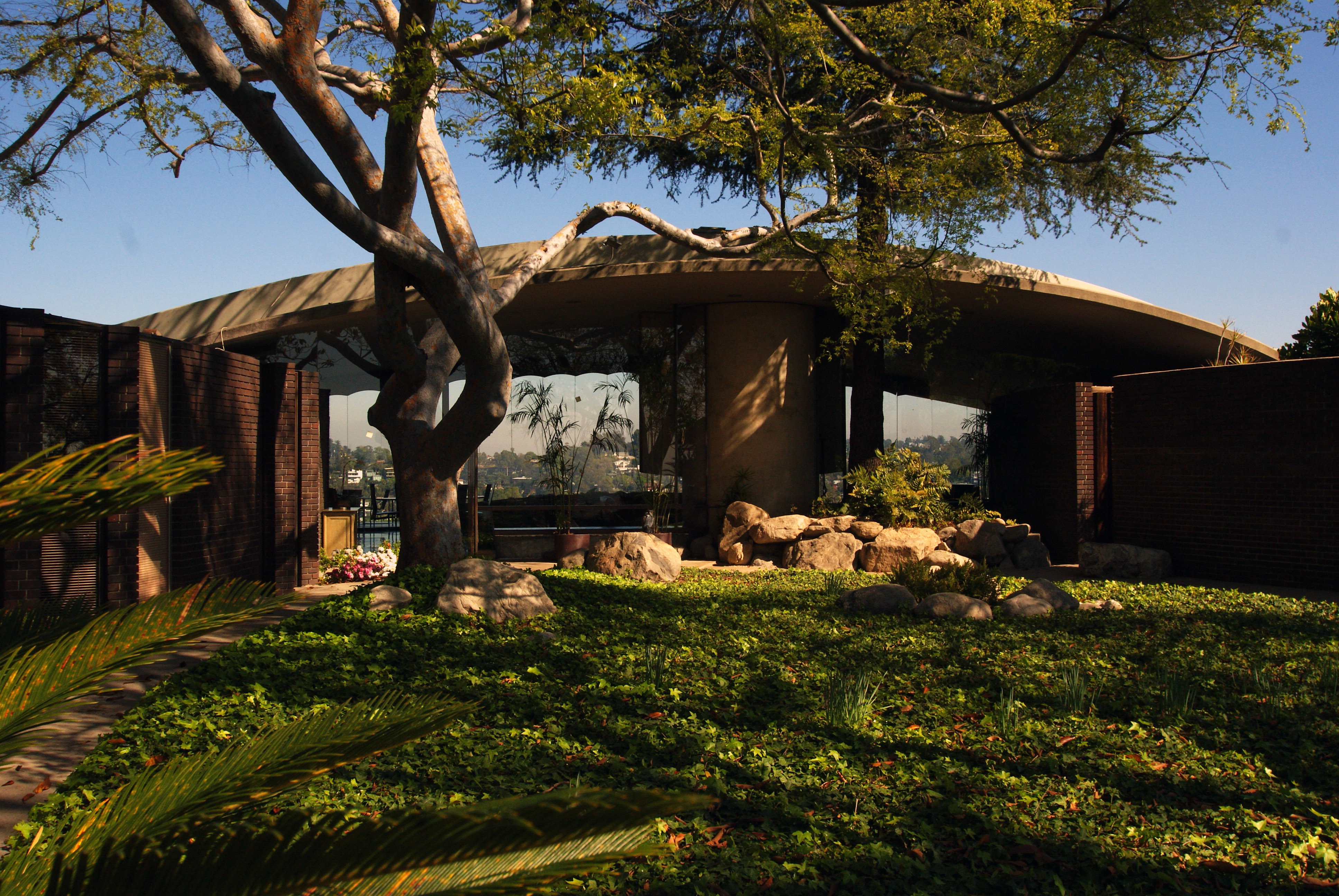
Silvertop Residence, Los Angeles, 1960.